# Kyle Macy
Kyle Robert Macy (Fort Wayne, 9 aprile 1957) è un ex cestista, allenatore di pallacanestro e dirigente sportivo statunitense, professionista nella NBA e in Italia.
Macy era un playmaker con ottima intelligenza di gioco e buone percentuali di tiro.

## Carriera
Inizia la sua carriera, cestistica, sul finire degli anni settanta a livello di college, con l'Università del Kentucky.
Selezionato come numero 22 al draft NBA 1979 dai Phoenix Suns, ma diviene eleggibile per l'anno successivo. Quindi inizia la sua carriera nel 1980 con i "soli", dove militò per cinque anni. In seguito vestì per un anno ciascuno, la canotta dei Chicago Bulls (1985-86) e degli Indiana Pacers (1986-87) prima di emigrare in Italia.
In Italia giocò con la Virtus Bologna (1987-88) e la Benetton Pallacanestro Treviso (1988-1990).
Dopo essersi ritirato dal basket giocato, inizia la sua carriera da coach con alcune squadre di college.

## Statistiche

### NBA

#### Regular Season
| Anno      | Squadra        | PG  | PT  | MP   | TC%  | 3P%  | TL%  | RP  | AP  | PRP | SP  | PP   |
| --------- | -------------- | --- | --- | ---- | ---- | ---- | ---- | --- | --- | --- | --- | ---- |
| 1980-1981 | Phoenix Suns   | 82  | -   | 17,9 | 51,1 | 23,5 | 89,9 | 1,6 | 2,0 | 0,9 | 0,1 | 8,1  |
| 1981-1982 | Phoenix Suns   | 82  | 72  | 34,7 | 51,4 | 39,0 | 89,9 | 3,2 | 4,7 | 1,7 | 0,1 | 14,2 |
| 1982-1983 | Phoenix Suns   | 82  | 9   | 22,4 | 51,7 | 30,3 | 87,2 | 2,0 | 3,4 | 0,8 | 0,1 | 9,9  |
| 1983-1984 | Phoenix Suns   | 82  | 45  | 29,3 | 50,1 | 32,9 | 83,3 | 2,3 | 4,3 | 1,5 | 0,1 | 10,1 |
| 1984-1985 | Phoenix Suns   | 65  | 52  | 31,0 | 48,5 | 27,1 | 90,7 | 2,8 | 5,8 | 1,3 | 0,0 | 11,0 |
| 1985-1986 | Chicago Bulls  | 82  | 79  | 29,6 | 48,3 | 41,1 | 81,1 | 2,2 | 5,4 | 1,0 | 0,1 | 8,6  |
| 1986-1987 | Indiana Pacers | 76  | 0   | 16,4 | 48,1 | 30,4 | 82,9 | 1,5 | 2,6 | 0,8 | 0,1 | 4,9  |
| Carriera  | Carriera       | 551 | 257 | 25,9 | 50,1 | 33,7 | 87,3 | 2,2 | 4,0 | 1,1 | 0,1 | 9,5  |

#### Playoffs
| Anno     | Squadra        | PG | PT | MP   | TC%  | 3P%  | TL%  | RP  | AP  | PRP | SP  | PP   |
| -------- | -------------- | -- | -- | ---- | ---- | ---- | ---- | --- | --- | --- | --- | ---- |
| 1981     | Phoenix Suns   | 7  | -  | 14,6 | 52,8 | 50,0 | 100  | 1,9 | 1,6 | 0,7 | 0,0 | 7,0  |
| 1982     | Phoenix Suns   | 7  | -  | 34,7 | 42,7 | 36,4 | 93,8 | 3,1 | 4,0 | 1,0 | 0,1 | 13,6 |
| 1983     | Phoenix Suns   | 3  | -  | 24,0 | 42,9 | 0,0  | 71,4 | 2,7 | 3,0 | 0,3 | 0,0 | 11,7 |
| 1984     | Phoenix Suns   | 17 | -  | 36,5 | 49,0 | 45,5 | 75,0 | 3,2 | 5,8 | 1,3 | 0,1 | 10,4 |
| 1985     | Phoenix Suns   | 3  | 3  | 28,3 | 50,0 | 25,0 | 80,0 | 2,7 | 3,0 | 2,0 | 0,0 | 10,3 |
| 1986     | Chicago Bulls  | 3  | 3  | 29,0 | 35,7 | 25,0 | 100  | 1,3 | 3,3 | 0,7 | 0,0 | 4,0  |
| 1987     | Indiana Pacers | 4  | 0  | 12,3 | 33,3 | 0,0  | 0,0  | 0,8 | 1,3 | 0,3 | 0,0 | 1,0  |
| Carriera | Carriera       | 44 | 6  | 28,6 | 46,6 | 37,7 | 83,0 | 2,5 | 3,9 | 1,0 | 0,1 | 9,1  |

## Palmarès
- Campione NCAA (1978)

Kyle Macy

- NCAA AP All-America First Team (1980)
- 2 volte miglior tiratore di liberi NBA (1982, 1985)